# Lujo Györy
Lujo Györy (Zagreb, 28. svibnja 1930. – Zagreb, 28. ožujka 2012.) je bio hrvatski rukometaš, rukometni sudac i dužnosnik. Branio je na poziciji vratara. Nakon što je prestao braniti, bio je rukometni sudac. Začetnik je modernih tehnika u hrvatskom rukometu. Prvi je branio raširenih ruku, lepezom i špagatom. Bio je članom Židovske općine Zagreb. Otac mu je bio mađarski Židov, predstavnik mađarske tvornice u Zagrebu i nogometaš Makabija, a mati iz Zagreba.
Rodio se 1930. godine u Zagrebu. Športom se bavi od rane dobi. Redom se bavio plivanjem, vaterpolom i nogometom. S progonima Židova u NDH otac mu je odveden u nepoznatom pravcu. Lujo Györy se je za to vrijeme školovao kod franjevaca, u njihovoj klasičnoj gimnaziji u Varaždinu. Pretkraj rata, kad je završio srednju školu, vratio se je u Zagreb. 1951. je otišao je u Poreč gdje je utemeljio nogometni klub Jadran čijim je bio i igračem. Osim nogometnog, osnovao je zajedno s još nekoliko suradnika istoimeni plivački klub. Potom je odslužio redovni vojni rok. Nakon toga se je vratio u Zagreb gdje se školovao na Višoj pedagoškoj akademiji, pohađajući smjer tjelesnog odgoja i engleskog. 
U to je vrijeme proigrao rukomet. Igrao je prvo za Mladost s kojom je osvojio državni kup 1956. godine, a doprvakom je bio 1957. godine. 1960. je godine prešao u GRK Zagreb, s kojim je kao nositelj slavne generacije (Slavko Bambir, Anton Bašić, Vojko Cigić, Vinko Dekaris, Lujo Györy, Krešimir Ježić, Zvonko Kocijan, Zdravko Malić, Ratko Pavičić, Davor Sujić, Ivan Špoljarić, Fedor Tolja, Vladimir Vićan, trener: Stjepan Korbar) osvojio naslove državnog prvaka 1962., 1963. i 1965. godine, a doprvak je bio 1964. godine.
Njegove igre primijetio je izbornik državne reprezentacije. Ukupno je odigrao 15 utakmica za Jugoslaviju za koju je redovno igrao od 1961. do 1965. godine. Nastupio je svjetskom prvenstvu 1964. u Češkoj u Pragu, osvojivši 6. mjesto.
Igrao je do 1967. godine. Poslije toga bavio se suđenjem. Sudio je na 1260 rukometnih utakmica. Od toga je u jugoslavenskoj 1. ligi sudio od 1970. do 1980. godine. Nakon toga obnašao je dužnost saveznog kontrolra u jugoslavenskoj ligi od 1981. do 1990. godine. Osamostaljenjem Hrvatske, od 1991. do 1998. bio je u 1. hrvatskoj ligi nadzornikom i delegatom. Poslije toga dobio je naslov rukometnog instruktora-nadzornika. 
Hrvatski rukometni savez ga je predložio za nagradu HOO-a Matija Ljubek, koji je dobio 2009. godine.
Velikim je donatorom Zaklade onkologije, kojoj je 2012. donirao 100.000 eura i tridesetak umjetničkih slika koje je naslikala njegova pokojna supruga.